# قلمرو شیمابارا

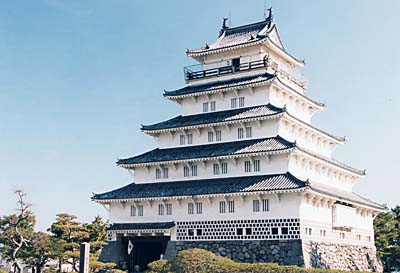
قلعه شیمابارا

قلمروی شیمابارا (به ژاپنی: 対馬府中藩 島原藩 Shimabara-han) یک هان در ژاپنِ دورهٔ ادو بود. این هان با ولایت هیزن (معادل امروزی: استان ساگا) مرتبط بود. اولین دایمیوی این هان ترازاوا هیروتاکا بود.
در نظام فئودالی ژاپن، به‌ویژه پس از اقدامات تویوتومی هیده‌یوشی، قلمروها (من‌جمله کوماموتو) کم‌کم از دارایی‌های عینی و ملموس به مفاهیمی انتزاعی با بار سیاسی و اقتصادی مبدل شدند تا از قدرت سلحشوران محلی به نفع دایمیوها کاسته شود. محدودهٔ قلمروها به کمک نقشه‌برداری‌های دوره‌ای حدنگاشتی و نیز پیش‌بینی میزان محصول‌دهی تعیین می‌شد. به عبارت دیگر، قلمرو بر مبنای کُکوداکا یا «ارزش اقتصادی زمین» مشخص می‌شد، نه مساحتش. نظام فئودالی در ژاپن از این لحاظ با فئودالیسم در غرب تفاوت داشت.

## تاریخچه
دایمیوی این منطقه خاندان آریما بودند که به مذهب مسیحیت (کیریشیتان) گرویده بودند، مقر این خاندان در اواخر دوره موروماچی در قلعه هینوئه و قلعه هارا بود. پس از شروع سیاست ممنوع شدن مسیحیت در شوگونسالاری توکوگاوا در سال ۱۶۱۴، به جای آریما نائوزومی، ماتسوکورا شیگه‌ماسا دایمیوی این قلمرو شد. شیگه‌ماسا، به شدت ممنوعیت مسیحیت را اعمال کرده و اعدام‌های دسته جمعی اجرا می‌کرد. او مالیات بسیار سنگینی برای ساخت و ساز یک قلعه جدید بنام قلعه شیمابارا از ر طی ۱۶۱۸–۱۶۲۴ وضع کرده بود. ظلم و ستم شیگه‌ماسا عامل مهمی بود که منجر به شورش شیمابارا شد.